# Latidae
A Latidae a sugarasúszójú halak (Actinopterygii) osztályába és a sügéralakúak (Perciformes) rendjébe tartozó család.

## Előfordulásuk
A Latidae-fajok megtalálhatók Afrika folyóiban és tavaiban, ezenkívül az Indiai- és a Csendes-óceánban is előfordulnak.

## Egyebek
Ebben a családban sok faj fontos táplálékforrás az ember számára, emiatt eredeti élőhelyükről, számos más helyre betelepítették. Az édesvízi nílusi sügért (Lates niloticus), amely egy elszánt ragadozó, az 1960-as években betelepítették az afrikai Viktória-tóba ahol nagy károkat okozott a helybéli fajok körében. Sok faj kihalt miatta.

## Rendszertani besorolásuk
Korábban a családot a Centropomidae alcsaládjának tekintették. 2004-ig a Latinae alcsalád nevet viselték, de ettől az évtől családi rangra emelték az alcsaládot, amiután egy kladisztikai vizsgálat után a Centopomidae-faj parafiletikus csoportnak számít.

## Rendszerezés
A családba az alábbi nemek tartoznak:
- Hypopterus
- nílusi sügérek (Lates)
- Psammoperca